# 迎春閣之風波
《迎春閣之風波》（英語：The Fate of Lee Khan）是一部1973年的香港武俠電影，由胡金銓執導。被認為是胡金銓「客棧三部曲」的最終章（其餘兩部為《大醉俠》和《龍門客棧》）。

## 劇情
元朝末年，蒙古將軍李察罕與妹妹婉兒為了接收反抗軍的佈兵圖而到了位於荒涼陝西的迎春閣。在迎春閣掌櫃萬人迷的幫助下，一群反抗軍的臥底志士誓要取回佈兵圖，挽救反抗軍。

## 演員表
- 李麗華 飾 萬人迷
- 喬宏 飾 曹玉昆
- 徐楓 飾 李婉兒
- 白鷹 飾 王石曾
- 田豐 飾 李察罕
- 茅瑛 飾 黑牡丹
- 胡錦 飾 水蜜桃
- 馬海倫 飾 夜來香
- 姜南 飾 劉三虎
- 上官燕兒 飾 小辣椒
- 韓英傑 飾 沙雲山
- 吳家驤 飾 哈勒古

## 分析
本片對於鼓勵以後的動作片加入更多女性角色形成影響。
拍攝本片當時，胡金銓並同時拍攝他的另一部作品《忠烈圖》。

## 上映
《迎春閣之風波》於1973年12月6日於香港上映。

## 外部連結
- 互联网电影数据库（IMDb）上《迎春閣之風波》的资料（英文）
- 爛番茄上《迎春閣之風波》的資料（英文）
- 開眼電影網上《迎春閣之風波》的資料（繁體中文）
- 时光网上《迎春閣之風波》的資料（简体中文）
- 香港影庫上《迎春閣之風波》的資料（繁體中文）